# ブローム・ウント・フォス P.170
BV P.170
BV P.170、模型
- 用途：爆撃機
- 設計者：リヒャルト・フォークト
- 製造者：ブローム・ウント・フォス
- 生産数：無し
- 運用状況：計画のみ、製造実施に至らず

ブローム・ウント・フォス P.170は、第二次世界大戦中、ブローム・ウント・フォス社によってドイツ空軍向けに計画された3発高速爆撃機である。

## 経緯
この飛行機は1942年にリヒャルト・フォークトによって設計された機体の1つである。奇妙な外見ではあったものの、BV P.170は対称形の従来的な構造を取っており、当時ブローム・ウント・フォスで計画された他の計画機とは似ていなかった。この機の胴体は円筒形状で、前端の中心軸上にエンジンを装備し、コックピットは終端部に配された。他の2つのエンジンは直線翼の両端部にあり、これらのエンジンのプロペラはそれぞれ反対方向に回転した。この機はBMW 801Dエンジンを装備し、分割された燃料タンクに2,000リットルの燃料が用意された。
この航空機はナチスのプロパガンダで用いられたコンセプト「シュネルボンバー」に基づいている。この爆撃機は、脅威をもたらすどのような敵戦闘機よりも遥かに優速なものであることとされた。そのような理由から、この機体に防御兵装を施すことは余計なことと見なされていた。結局、他の戦争関連の優先順位と、ターボジェット機の開発による技術的可能性が示されたことから、BV P.170も生産に入ることはなかった。

## 諸元
ブローム・ウント・フォス P.170 3発爆撃機計画。3機の空冷星形エンジンにより駆動した。データは脚注による。
- 諸元
  - 乗員：2名
  - 全長：14.3m
  - 全幅：16m
  - 全高：3.65m
  - 翼面積：44平方m
  - 空虚重量：9,100kg
  - 全備重量：13,300kg
  - 燃料容量：2,800リットル
  - エンジン：BMW 801D 3基

- 性能
  - 最高速度：820km/h
  - 航続距離：2,000km
  - 過荷航続距離：2,500km
  - 実用上昇限度：11,650m

- 兵装
  - 機銃：防御兵装なし
  - 爆弾：SC 1000爆弾1発、またはSC 500爆弾2発かSC 250爆弾4発